# Ernest Roze
Ernest Roze (ur. 14 czerwca 1833 w Paryżu, zm. 25 maja 1900 w Chatou) – francuski botanik i mykolog.

## Życiorys
Był synem architekta. W 1855 r. rozpoczął pracę w Ministerstwie Finansów jako stażysta, w 1856 już jako urzędnik i zastępca kierownika biura, a w 1876 jako kierownik. W 1879 r. został odznaczony medalem Legii Honorowej. Od 1870 r., aby uzupełnić swoje wykształcenie, studiował w École pratique des hautes études, section des sciences naturelles, instytucji zaawansowanych studiów w Paryżu (nie był to uniwersytet w klasycznym sensie). W 1840 zapisał się do Towarzystwa Botanicznego Francji (Société botanique de France) i w późniejszych latach pełnił w nim różne funkcje. Od 1870 r. był także członkiem towarzystwa mykologicznego Société mycologique de France.

## Praca naukowa
Pasjonował się głównie botaniką i mykologią. W ciągu ponad 40 lat opisał wiele gatunków glonów, grzybów, porostów i mchów. Liczne z nich dzisiaj mają już inne nazwy, ale np. maślak pstry (Suillus variegatus) dotychczas ma nazwę nadaną przez niego. W 1863 r. wraz ze swoim wybitnym kolegą Émile Bescherelle opublikował znakomite opracowanie mszaków okolic Paryża. W 1866 r. opublikował artykuł o męskich gametach niektórych roślin gromady Bryophyta w Annales des Sciences Naturelles Botanique. Osiągnął ten cel nie tylko poprzez zbiór kolejnych etapów rozwojowych paproci z siedlisk naturalnych, ale głównie poprzez ich hodowlę w szklarni. Za tę pracę został przez Francuską Akademię Nauk uhonorowany Nagrodą Desmazièresa.
Nawiązał bliskie kontakty z takimi znanymi mykologami jak Jean Louis Émile Boudier, Charles Richon i Lucien Quélet. Rezultatem była publikacja jednej z najważniejszych znanych dotąd książek mykologicznych we Francji – Atlasu jadalnych i trujących grzybów Francji i krajów ościennych, opublikowana w 1888 r.
Ale jego główne badania koncentrowały się na ziemniaku. Nieznanego wówczas pochodzenia choroby ziemniaka stanowiły poważny problem gospodarczy. Rezultatem tej pracy była prawdopodobnie najbardziej prestiżowa publikacja Roze, a mianowicie wydana w 1898 r. wielka i kompletna monografia tej rośliny spożywczej, Histoire de la pomme de terre tractée aux points de vue historique, biologique, patologique, culture et utilitaire. Opisał w niej ziemniaka z historycznego, biologicznego, patologicznego, kulturowego i użytkowego punktu widzenia. Praca zawierała liczne ilustracje i dane liczbowe. Była kilkakrotnie drukowana i przetłumaczona na kilka języków. To dzieło zostało nagrodzone przez kilka towarzystw naukowych, m.in. przez Académie des Sciences i Société Nationale d’Agriculture, które mianowały go członkiem komitetu. Roze został uhonorowany medalem Ordre du Mérite agricole.
W naukowych nazwach opisanych przez niego taksonów dodawane jest jego nazwisko Roze. Jego nazwiskiem nazwano wiele taksonów, m.in.: Rozellopsidales  M.W.Dick, Rozellopsidaceae M.W.Dick, Rozella Cornu, Rozellopsis Cejp, Rozellopsidaceae, Rozia Cornu, Cortinarius rozites Gasparini, Entoloma rozei Quél.